# Нортъмбърланд
 Тази статия е за графството в Англия.  За града в Съединените щати вижте Нортъмбърланд (Пенсилвания).  
Нортъмбърланд (на английски: Northumberland е историческо и церемониално графство (а от 2009 – самоуправляваща се унитарна единица) в Англия, регион Североизточна Англия. Граничи с Шотландия на север, със Северно море на изток и с графствата Дърам и Тайн и Уиър на юг и Къмбрия на запад. Административен център е град Морпет.